# اهامادگبی
اهامادگبی (به لاتین: Ahomadégbé) یک منطقهٔ مسکونی در بنین است که در استان کوفو واقع شده‌است.

## خصوصیات
اهامادگبی ۳٬۵۵۶ نفر جمعیت دارد.